# Uncinocythere lucifuga
Uncinocythere lucifuga är en kräftdjursart som först beskrevs av Walton och Hobbs 1959.  Uncinocythere lucifuga ingår i släktet Uncinocythere och familjen Entocytheridae. Inga underarter finns listade i Catalogue of Life.